# فرانس ثيسين
فرانس ثيسين (بالهولندية: Frans Thijssen)‏، من مواليد 23 يناير 1952، لاعب كرة قدم هولندي سابق، ومدرب كرة قدم هولندي.
لعب مع منتخب هولندا لكرة القدم.

## مسيرته الكروية
لعب فرانس ثيسين خلال مسيرته الاحترافية مع 8 أندية في أربعة وعشرون موسمًا وسجل خلالها 91 هدفًا ضمن 628 مباراة. حيث فاز في موسم واحد بالكأس ولم يفز بأي دوري.
خاض فرانس ثيسين مسيرته مع نادي إن إي سي نيميخن في موسم 1970–71 واستمر معه طيلة ثلاثة مواسم، مشاركًا في 83 مباراة سجل خلالها 10 أهداف. ثم انتقل إلى نادي تفينتي أنشخيدة في موسم 1973–74 ليلعب معه ستة مواسم، حيث شارك في 167 مباراة سجل خلالها 47 هدفًا. لينتقل بعدها إلى نادي إيبسويتش تاون في موسم 1978–79 ليلعب معه خمسة مواسم، مشاركًا في 125 مباراة سجل خلالها 10 أهداف. ثم انتقل إلى فانكوفر وايتكابس ما بين عامي 1983 و1984 في المرة الأولى لمدة موسم واحد ثم ما بين عامي 1984 و1985 لمدة موسم واحد، مشاركًا طوالها في 45 مباراة سجل خلالها 9 أهداف. هذا وانتقل لاحقًا إلى نادي نوتينغهام فورست في موسم 1983–84 لمدة موسم واحد، مشاركًا في 17 مباراة سجل خلالها 3 أهداف. ثم انتقل بعدها إلى نادي فورتونا سيتارد في موسم 1984–85 واستمر معه طيلة ثلاثة مواسم، مشاركًا في 79 مباراة سجل خلالها 11 هدفًا. ليعود وينتقل من جديد، لكن هذه المرة إلى نادي غرونينغن في موسم 1987–88 لمدة موسم واحد، مشاركًا في 25 مباراة ولم يسجل أي هدف. لينتقل بعدها إلى نادي فيتيسه آرنهم في موسم 1988–89 واستمر معه طيلة ثلاثة مواسم، مشاركًا في 87 مباراة سجل خلالها هدفًا واحدًا.

## روابط خارجية
- فرانس ثيسين على موقع الاتحاد الأوربي (الإنجليزية)
- فرانس ثيسين على موقع قاعدة بيانات كرة القدم.إي يو (الإنجليزية)
- فرانس ثيسين على موقع ناشيونال فوتبول تيمز (الإنجليزية)
- فرانس ثيسين على موقع عالم كرة القدم.نت (الإنجليزية)
- فرانس ثيسين على موقع كووورة